# Johann Simon Hermstedt
Johann Simon Hermstedt, także Hermstädt (ur. 29 grudnia 1778 w Langensalza, zm. 10 sierpnia 1846 w Sondershausen) – niemiecki kompozytor i klarnecista.

## Życiorys
Podstawy edukacji muzycznej odebrał w szkole w Annabergu, później kształcił się u Knoblaucha i Bähra. Początkowo był muzykiem miejskim, następnie został klarnecistą w orkiestrze wojskowej prowadzonej przez jego ojca. W 1801 roku powierzono mu zorganizowanie zespołu instrumentów dętych na dworze książęcym w Sondershausen. W 1839 roku został dyrygentem kapeli nadwornej. 
Odbywał liczne podróże koncertowe po Niemczech, spotykając się z uznaniem. Koncertował też w Wiedniu i Amsterdamie. Pochlebnie o jego grze wypowiadał się Johann Wolfgang von Goethe. Komponował koncerty, wariacje i inne utwory na klarnet. Udoskonalił dotychczasowy model klarnetu, dodając do już istniejących 5 dalszych 7 klap. Propagował twórczość W.A. Mozarta, utrzymywał też kontakt z Ludwigiem van Beethovenem. Louis Spohr napisał dla niego 4 koncerty klarnetowe.